# Eupithecia albiceps
Eupithecia albiceps är en fjärilsart som beskrevs av W. Warren 1903. Eupithecia albiceps ingår i släktet Eupithecia och familjen mätare. Inga underarter finns listade i Catalogue of Life.